# Asthena lassa
Asthena lassa là một loài bướm đêm trong họ Geometridae.